# 資さんうどん
資さんうどん（すけさんうどん）は、福岡県北九州市小倉南区に本社を置く株式会社資さん（すけさん、英: Sukesan Co., Ltd.）が運営するすかいらーくグループのうどんチェーン店。

## 歴史

### 創業
1976年（昭和51年）1月、33歳の大西章資（しょうじ）が知人から北九州市戸畑区土取町のうどん店を譲り受ける形で「うどん・そば 資さん一枝店」を開店。1980年（昭和55年）12月10日、有限会社さぬきや食品として法人化。
1986年（昭和61年）、小倉の屋台で愛されていたぼたもちに工夫を加えたうえで資さんのメニューに加えた。現在は全店舗及びキッチンカー等でも提供される定番メニューとなっている。
2015年（平成27年）7月7日に創業者の大西が死去。かつては全店で24時間営業を行なっていたが、2016年（平成28年）3月には一部店舗で深夜営業を終了。

### 投資ファンド傘下での店舗拡大
大西が自身の体調不良を理由に社長を退任する際、後継者となれる人物がいなかったことから、福岡銀行系の投資ファンド・福岡キャピタルパートナーズが株式を取得。その後、2018年（平成30年）3月30日付で投資ファンドのユニゾン・キャピタルが福岡キャピトルパートナーズから全株式を取得。同年8月1日には、ユニゾンの設立したナインヌードル株式会社（東京都千代田区）を存続会社として株式会社資さんを吸収合併し、同日中に株式会社資さんへ商号変更、本社を北九州市小倉南区葛原へ移転している。
ユニゾンは代表取締役社長にファーストリテイリング出身の佐藤崇史を、最高執行責任者（COO）にゼンショーホールディングスなど飲食業界での経験を持つ大井裕之を招聘。佐藤や大井は店舗網の全国展開を画策し、当初はメニューのマニュアル化を検討していたが、出汁へのこだわりや、あんこの仕上げに見られる職人技に感銘して完全なマニュアル化を断念、大西の築き上げた「資さんこだわりの味」を広めるべく模索するようになる。久々の新規出店にあたってはトラブルも続出したが、当初は規模拡大に懐疑的だったベテラン従業員の助けなどもあって、店舗網の拡大に成功する。

### すかいらーく傘下
2024年（令和6年）9月6日、ファミリーレストランなどを展開するすかいらーくホールディングスがユニゾン・キャピタルが出資する投資事業有限責任組合（3組合）から株式会社資さんの全株式を取得し、同年10月を目処に完全子会社化することを公表。買収額は約240億円で、すかいらーくグループ入り後も屋号やメニューなどは変えずにそのまま維持するとしている。

## 店舗展開
創業当初は北九州市内を中心にドミナント展開していた。1994年に初の北九州市外の店舗である苅田店（京都郡苅田町）、2009年に初の福岡県外店舗である綾羅木店（山口県下関市）を出店、北九州市に近接するエリアにも店舗網を拡大した。ただし北九州市若松区には2024年現在も店舗は存在しない。
ユニゾン・キャピタル傘下となって以降はさらなる広域展開を計画、ショッピングモールへの出店（2019年2月、イオンモール八幡東店）や佐賀県への進出（2019年7月、佐賀市・佐賀開成店）、宮崎県への進出（2021年10月、都城市・都城川東店）をはじめ、福岡県のほぼ全域を含め九州・山口の各都市に店舗展開している。
2023年8月11日、岡山県初出店となる岡山大元店（岡山市北区）を開店。
同年11月20日、関西初出店となる今福鶴見店（大阪市鶴見区・フレスポ鶴見内）を開業。2024年には兵庫県尼崎市に2店舗を開店。
同年12月19日、長崎県1号店となる長崎平間店（長崎市平間町）を開店することにより、九州全県への進出を達成。
2024年7月、同年冬に首都圏に進出することを発表。首都圏正式出店に先駆けて、2024年7月13日から同月15日まで、東京都千代田区内神田に期間限定の店舗を出店していた。関東（千葉）1号店は同年12月27日に千葉県八千代市・八千代店、2025年2月24日に東京都1号店を墨田区両国・両国店をそれぞれ出店した。2025年4月18日には埼玉県1号店となる鴻巣市・北鴻巣店と、関西6店舗目、兵庫県4店舗目となる東姫路店を開業。それぞれ77、78店舗目となる。2025年8月8日、相模原市に神奈川県初出店となる相模大野店を開店（82店舗目）。
2024年秋のすかいらーくグループ入り後は、新規出店並びに同グループで展開しているファミリーレストラン「ガスト」からの業態転換などにより、店舗網を全国展開。5年以内に200店超にする方針であることが示されている。
2025年8月14日、すかいらーくホールディングスは決算発表記者会見で、資さんうどんの新店を2026年に30店出店、集客が好調な関東や関西に加え、九州と中国で店舗網も拡充し、同年末の店舗数を124店とする計画を表明し、併せて2027年以降は未出店エリアの中部や東北への進出を目指し、台湾や東南アジアなど海外展開も検討すると発表した。

## メニューの特徴

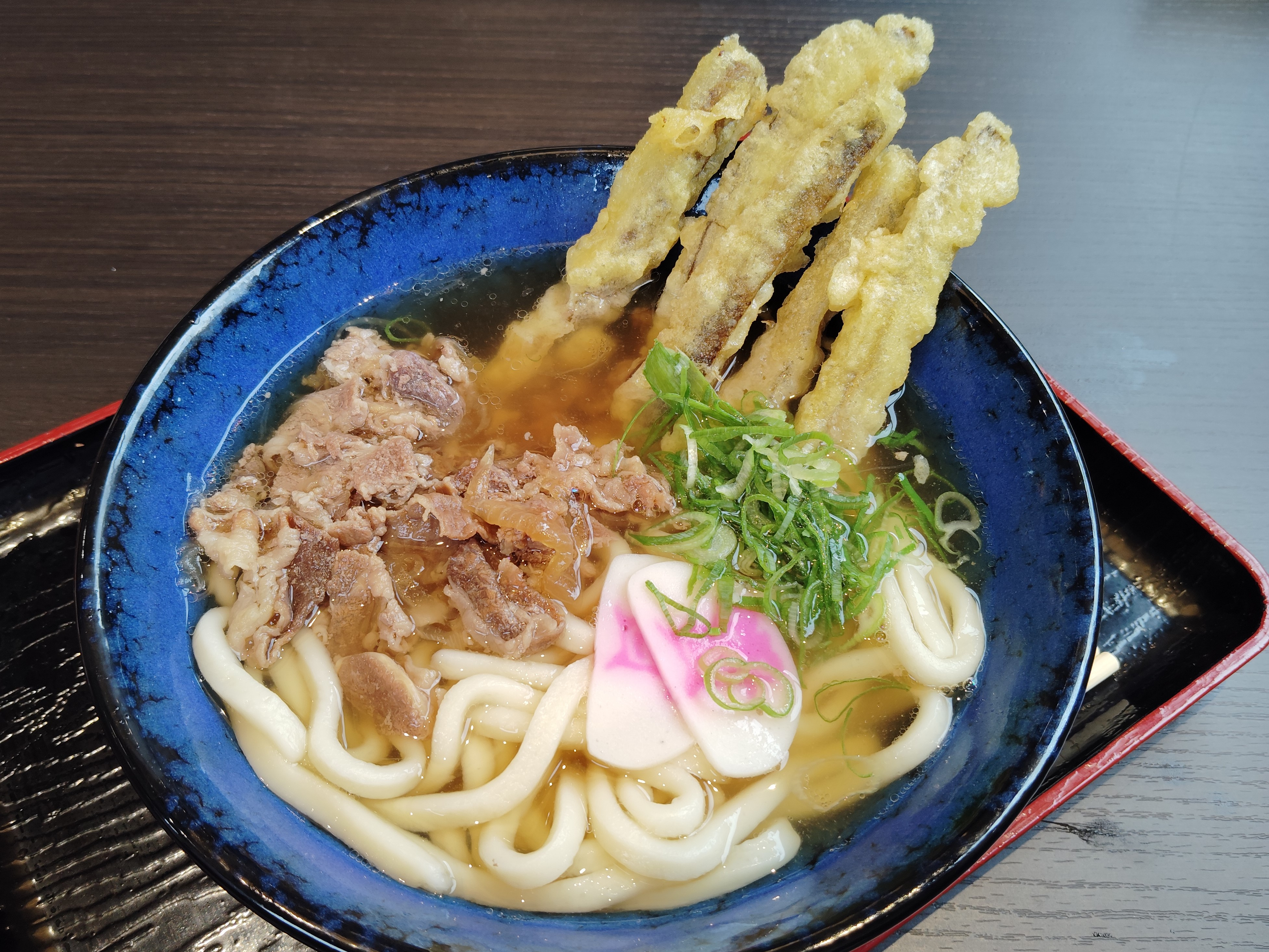
看板メニューである肉ごぼ天うどん

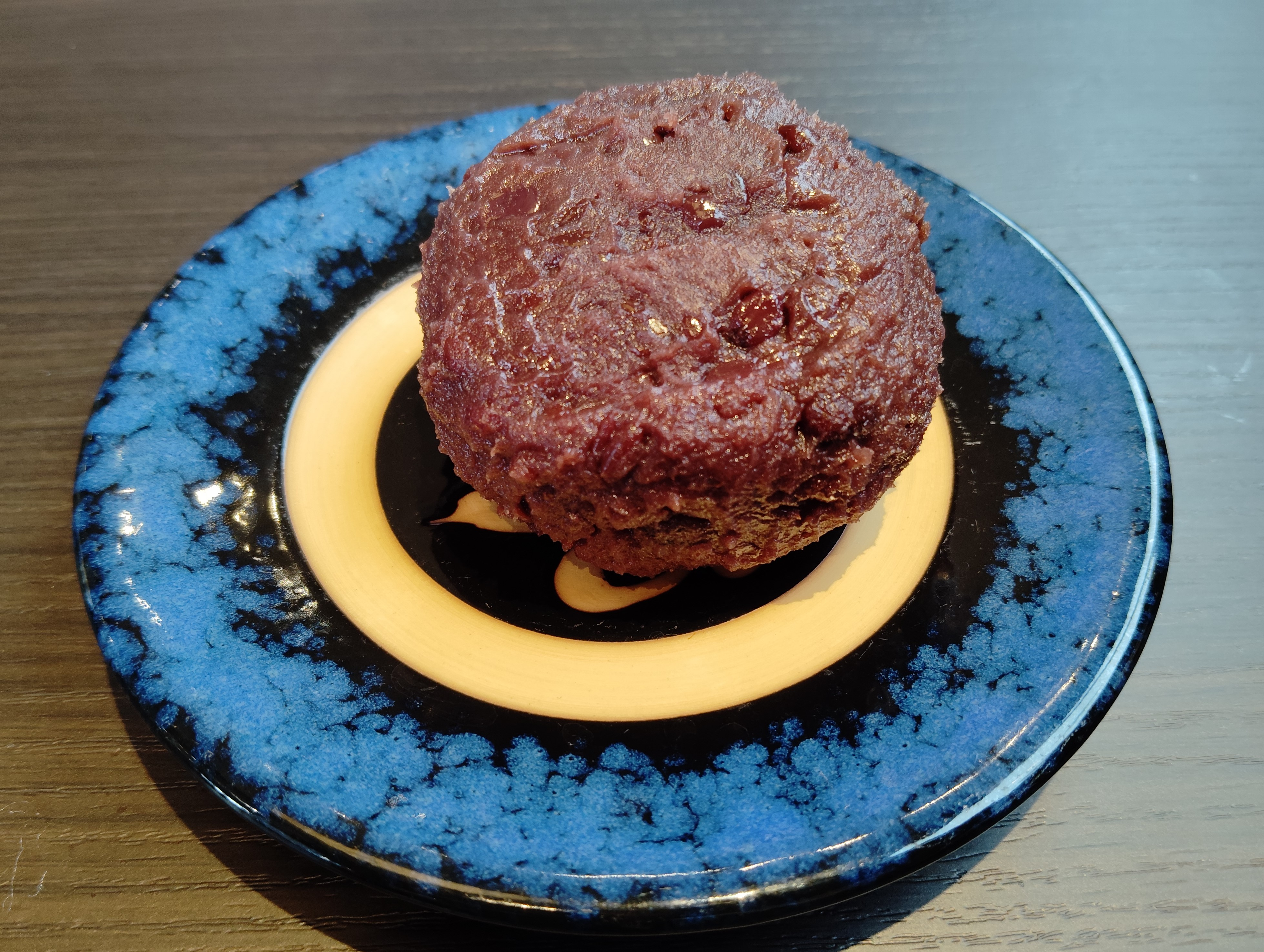
名物メニューであるおはぎ

- 自社の工場で食材を製造している。製造工場での直売については一度中止されていたが、2021年11月に本社に近い空港通店（北九州市小倉南区朽網）敷地内に製麺直売所「苅田北九州空港IC店」をオープンしている[29]。
- 24時間営業店舗では、午前5時から午前10時までに限り朝定食を提供している。
- 麺類は、うどん・そば・細めん（「さいめん」、ひやむぎと同じ太さ1.6mmの小麦粉の麺）から選べるようになっている。また、麺類のほか丼物、カレー、おにぎり、ご飯類等、季節限定のものを合わせ100種以上のメニューを展開。
- サイドメニューのおでんは、季節を問わず供されている。ぼたもち（おはぎ）は各店舗で手作りされており、1個あたり国産もち米50グラム、北海道産小豆を使ったつぶ餡80グラムの計130グラムで、販売数は多い時で全店舗計1日1万個に達するなど全メニューで最も多い。
- 天かすやとろろ昆布が入れ放題。かつては、漬物（きざみつぼ漬け）[注釈 1]も取り放題だったが、近年では小皿にて有料提供になっている。
- 店舗によってセットメニューなどが存在したり、逆に提供されていないメニューが存在するなど細部が異なる。
- 山口油屋福太郎とのコラボにより、2021年7月21日より、同社の定番土産商品『めんべい』とのコラボ商品『資さんめんべい 肉ごぼ天うどん味』が発売[31]、同年10月25日からは第2弾として『資さんめんべい ぼた餅味』が発売されている[32]。

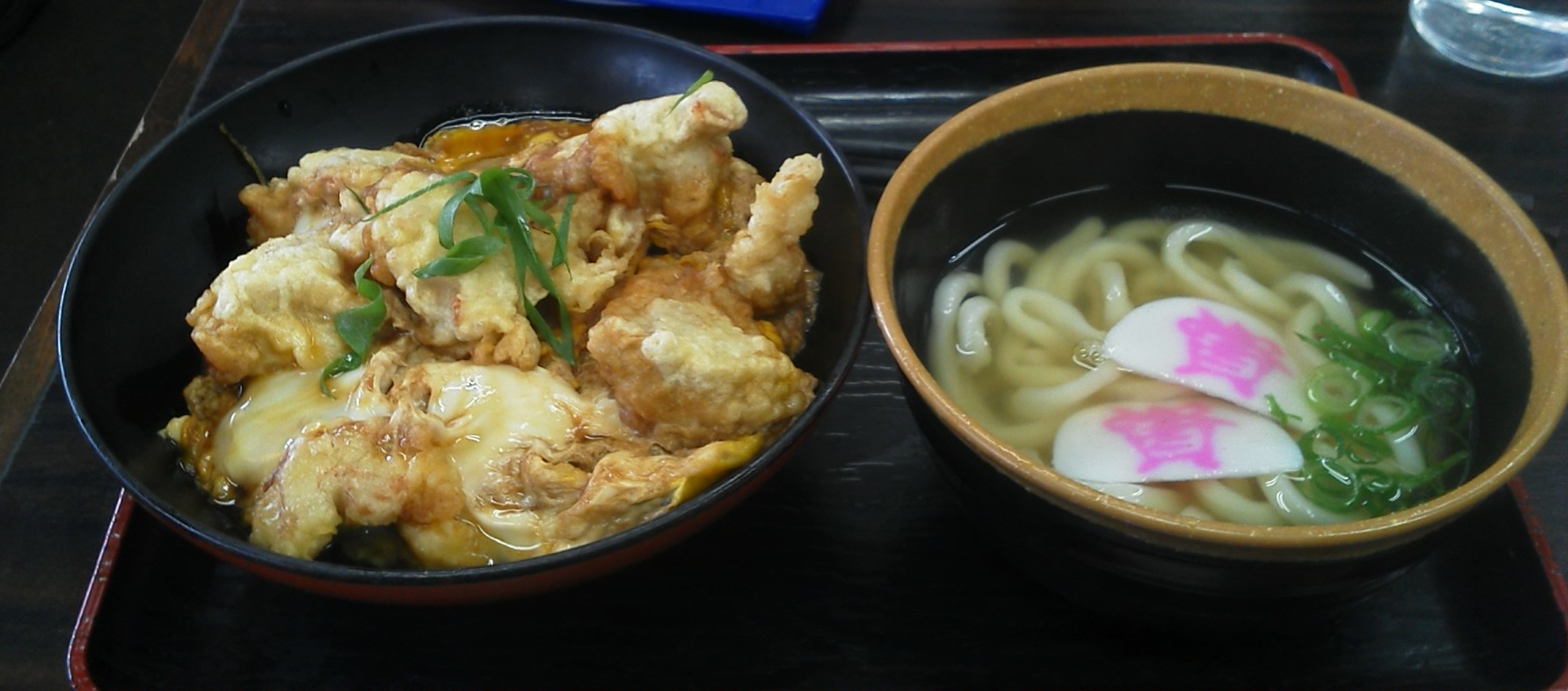
鶏天とじ丼とミニうどんのセット

## 運営店舗
- 現在運営中の店舗
  - 資さんうどん
- かつて運営していた店舗
  - ちゃんぽん豚珍館→ちゃんぽん響（神岳店など複数店舗を展開していたが、2019年2月28日をもって全店閉店[33]）
  - カレーハウスPOLO（2006年頃まで。資さんうどん到津店に併設されていた）
  - しゃぶしゃぶ梨園（資さんうどん宇佐町店敷地内）
  - カレーショップ「じゃわ」（1号店である工大前店に併設されていた。北九州市戸畑区仙水町）[注釈 2]
  - あじさい館（資さんうどん魚町店に併設されていた惣菜屋であるが、2014年ごろに閉店）
  - 資さんの天ぷら工房（北九州市戸畑区）

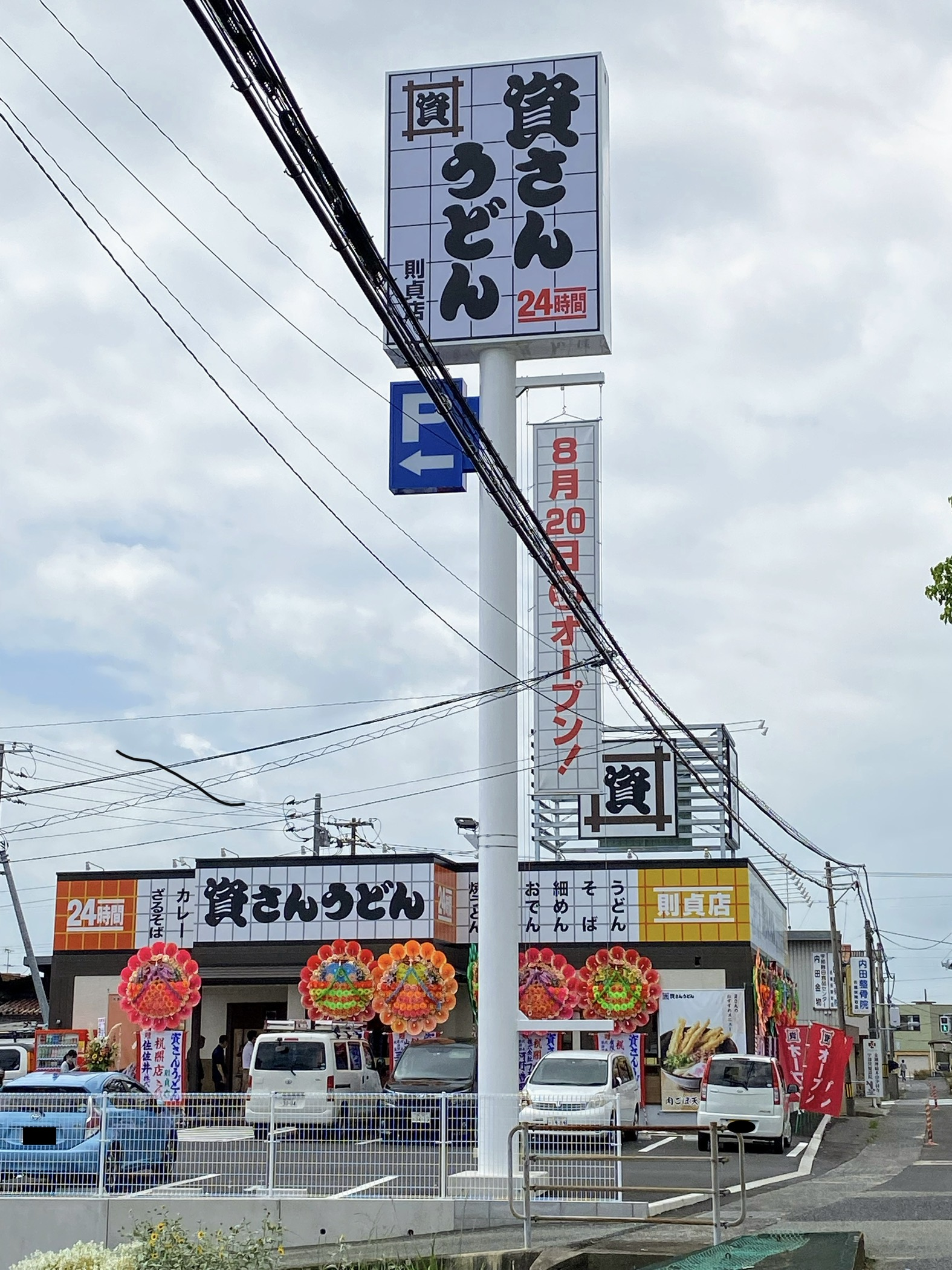
資さんうどん 則貞店
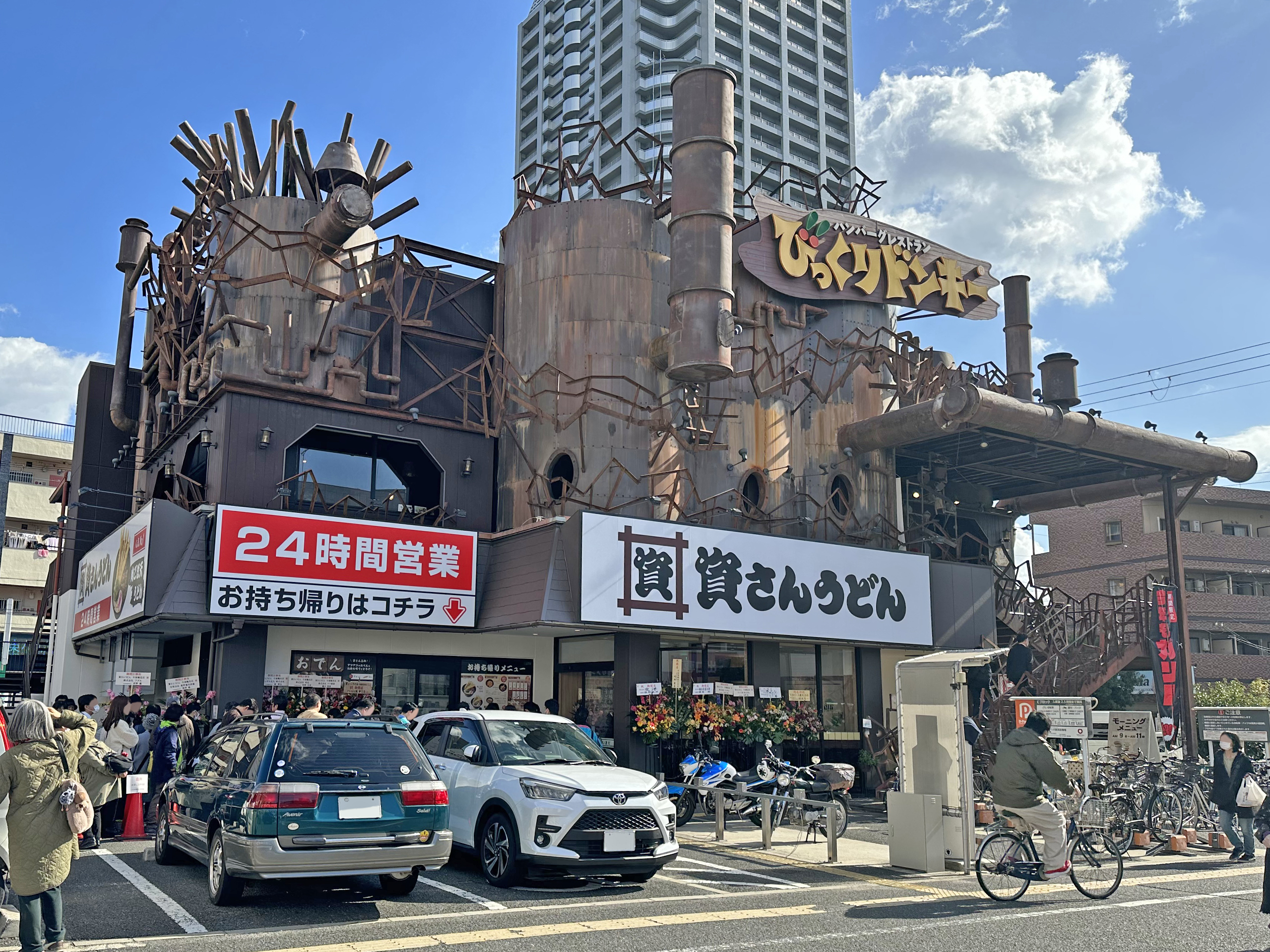
関西1号店となった今福鶴見店
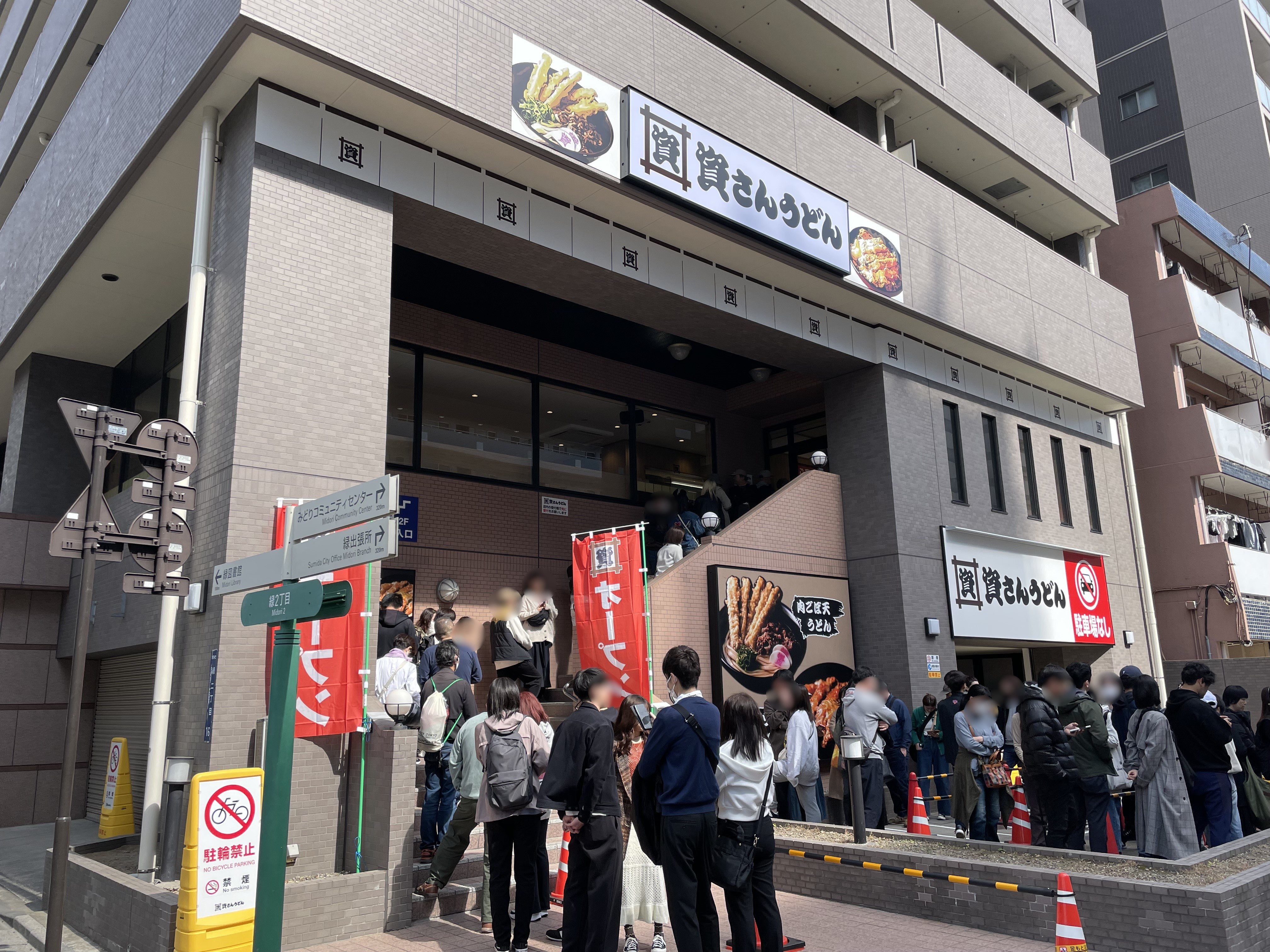
東京1号店となった両国店

## エピソード
- 店舗名の由来は創業者の大西章資から一文字を取り、かつて病院で看護師から名前を「大西あきすけさん」と読み間違えられたのを気に入った大西が、親しみやすい屋号として「資（すけ）さんうどん」と命名した。
- 創業地の北九州とその他の地域では使用されている器が異なり、北九州の店舗では小石原焼の器を使用しているがその他の店舗では有田焼の器を利用している[35][36]。
- 2022年11月 北九州市内宇佐町店で、映画『風が通り抜ける道』（2024年一般劇場公開、田中壱征監督）のロケ地として使われた。田中壱征監督は、創業者の大西章資会長が在命していた2013年から、もつ鍋うどんとぼた餅を愛し続け、10年越しで、念願の映画本撮影となった[37]。
- 2023年10月25・26日に北九州市戸畑区の旧安川邸で開催された将棋・第36期竜王戦七番勝負第3局において、同店の「肉ごぼ天うどん」が、両棋士が昼食として選ぶ「北九州の勝負めし」の一つに選ばれ、藤井聡太八冠が26日の昼食に肉ごぼ天うどんと、味巻きずしにジャンボいなり、かしわ（鶏肉）おにぎりのセットを注文した[38]。

### 注記
1. ↑  2023年2月に発生した外食テロに相当する迷惑行為を受け、希望者に対する個包装での提供へ変更となった店舗も存在する[30]。
2. ↑  大西の妻、宏子が店長を務めるカレーショップ。現在資さんうどんにて展開されているカレーメニューの元祖となる[34]。